# デリー・キャピタルズ
デリー・キャピタルズ（英: Delhi Capitals、略称：DC）は、インディアン・プレミアリーグ（IPL）所属のプロクリケットチーム。本拠地はインドの首都ニューデリー。

## 概要
2008年に創立。2018年までの名称はデリー・デアデビルズ（英: Delhi Daredevils、略称：DD）だった。ホームスタジアムはアルン・ジェトリー・スタジアム。収容人数55,000。

## 所属選手
- シカール・ダワン　2019-

## 成績

### IPL
- 2008年 - プレーオフ敗退　　　（4位）
- 2009年 - プレーオフ敗退　　　（4位）
- 2010年 - リーグステージ敗退　（5位）
- 2011年 - リーグステージ敗退　（10位）
- 2012年 - プレーオフ敗退　　　（3位）
- 2013年 - リーグステージ敗退　（9位）
- 2014年 - リーグステージ敗退　（8位）
- 2015年 - リーグステージ敗退　（7位）
- 2016年 - リーグステージ敗退　（6位）
- 2017年 - リーグステージ敗退　（6位）
- 2018年 - リーグステージ敗退　（8位）
- 2019年 - プレーオフ敗退　　　（3位）
- 2020年 - 準優勝　　　　　　　（2位）
- 2021年 - プレーオフ敗退　　　（3位）
- 2022年 - リーグステージ敗退　（5位）
- 2023年 - リーグステージ敗退　（9位）
- 2024年 - リーグステージ敗退　（6位）